# Borsodnádasd
Borsodnádasd is een plaats (város) en gemeente in het Hongaarse comitaat Borsod-Abaúj-Zemplén. Borsodnádasd telt 3573 inwoners (2001).